# جواو دو كانتو ه كاسترو
جواو دو كانتو ه كاسترو (بالبرتغالية: João do Canto e Castro) (و. 1862 – 1934 م) هو سياسي من البرتغال ولد في لشبونة.